# Candona renoensis
Candona renoensis är en kräftdjursart som beskrevs av Gutentag och Benson 1962. Candona renoensis ingår i släktet Candona och familjen Candonidae. Inga underarter finns listade.